# Pico-Chick Hearn
Pico-Chick Hearn – naziemna stacja niebieskiej linii i linii Expo metra w Los Angeles oraz linii srebrnej bus rapid transit w systemie Metro Liner znajdująca się na rogu Flower Street i Pico Boulevard. Drugi człon nazwy upamiętnia Francisa Dayle’a „Chick” Hearna, wieloletniego spikera na meczach Los Angeles Lakers, który to zespół w pobliskim Staples Center rozgrywa swoje mecze.

## Godziny kursowania
Tramwaje kursują codziennie od około godziny 5.00 do 0.45

## Miejsca użyteczności publicznej i atrakcje turystyczne
W pobliżu znajdują się:
- Staples Center
- Chick Hearn Court/L.A. Live
- Los Angeles Convention Center
- Circa Complex
- Fashion Institute of Design & Merchandising, Los Angeles Campus
- California Hospital Medical Center
- Pico-Union, Los Angeles, California